# Jaden Ivey
Jaden Edward Dhananjay Ivey (South Bend, 2002. február 13. –) amerikai kosárlabdázó, jelenleg a Detroit Pistons játékosa. Egyetemen a Purdue Boilermakers csapatában játszott.

## Fiatalkora és középiskolai pályafutása
Ivey amerikai futballozott, kosárlabdázott, focizott és karatézott is gyerekkorában. Kilencedikes korában kezdett el a kosárlabdára koncentrálni, mikor a Marian Középiskola játékosa volt három évig Mishawakában. Végzős évében úgy döntött, hogy inkább a La Lumiere Iskolában fog játszani, La Porte-ben, amely az ország egyik legjobb programja. Négy csillagos utánpótlás-játékos volt, a Butler és a Notre Dame helyett a Purdue Egyetem ajánlatát fogadta el.

## Egyetemi pályafutása

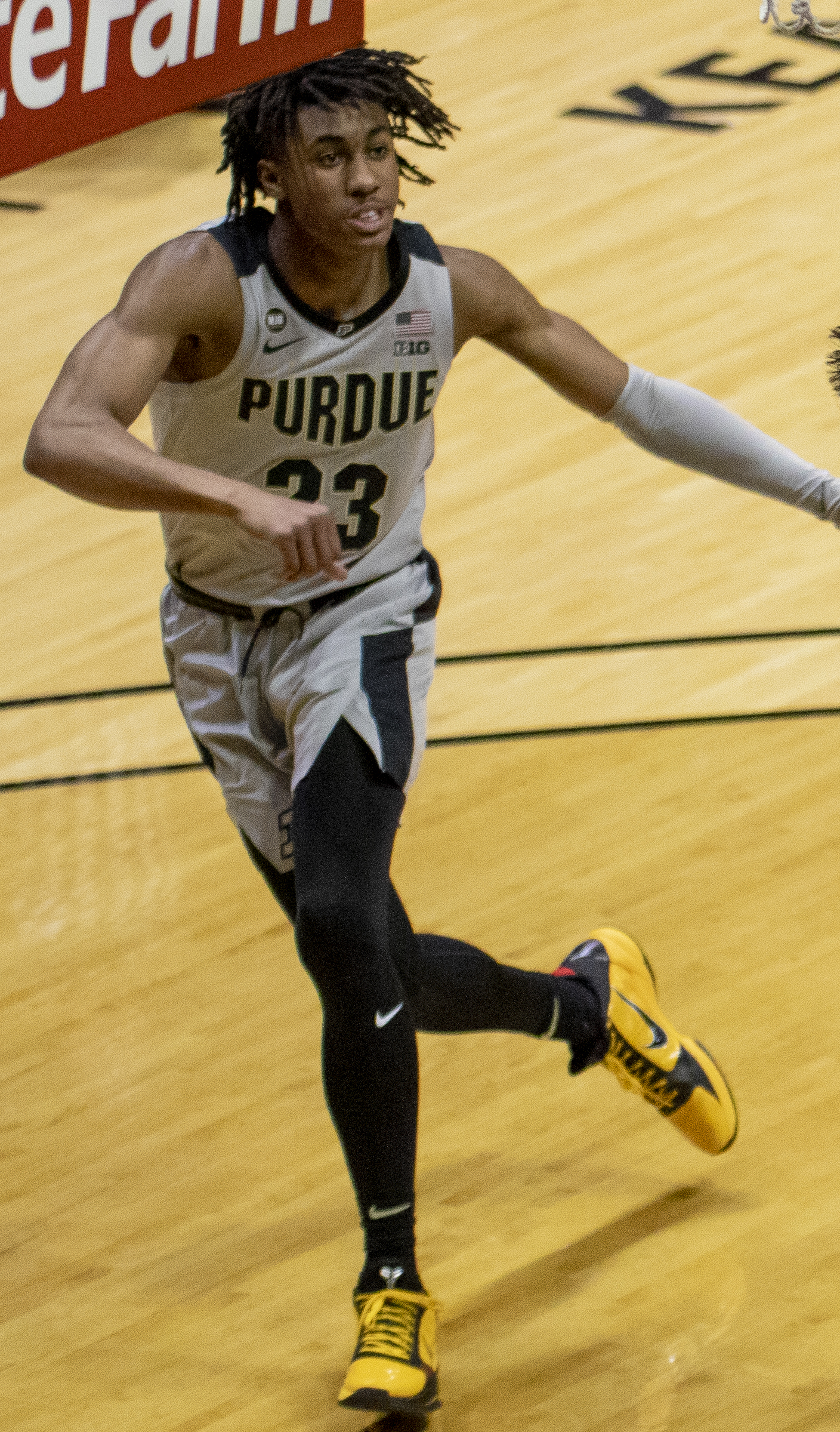
2021 januárjában

Elsőéves szezonjának elején Ivey kihagyott öt mérkőzést egy lábsérüléssel. 2021. január 19-én öt másodperccel a mérkőzés vége előtt bedobott egy hárompontost, amellyel csapata 67–65 arányban megverte az Ohio State csapatát, ő 15 pontot szerzett. Március 19-én szezoncsúcs 26 pontja volt a North Texas ellen az NCAA-torna első fordulójában. Elsőévesként 11,1 pontot és 3,3 lepattanót átlagolt, beválasztották a Big Ten Elsőéves csapatba.
2021. november 12-én Ivey 27 pontot szerzett az Indiana State elleni 92–67 arányú győzelem során. 2022. január 30-án 21 pontja volt és ő szerezte a győzelmet jelentő hárompontost, kevesebb, mint egy másodperccel a mérkőzés vége előtt. Másodévesként 17,3 pontot, 4,9 lepattanót és 3,1 gólpasszt átlagolt. Iveyt beválasztották az All-Big Ten Első csapatba és az All-American Második csapatba. 2022. március 31-én bejelentette, hogy részt fog venni a 2022-es NBA-drafton. Szakértői tippek szerint az első öt választás egyike lesz.

## Válogatott pályafutása
Ivey játszott az U19-es amerikai válogatottban a 2021-es világbajnokságon Lettországban. 2021. július 3-án csapatcsúcs 21 pontot szerzett, mindössze 11 próbálkozásból Törökország ellen. 12,3 pontot átlagolt, csapata aranyérmes lett, őt pedig beválasztották a torna csapatába.

## Statisztika

### Egyetem
| Év        | Csapat              | JM | KM | JP/M | MG%  | 3P%  | BD%  | LP/M | GP/M | L/M | B/M | P/M  |
| --------- | ------------------- | -- | -- | ---- | ---- | ---- | ---- | ---- | ---- | --- | --- | ---- |
| 2020–2021 | Purdue Boilermakers | 23 | 12 | 24,2 | .399 | .258 | .726 | 3,3  | 1,9  | 0,7 | 0,7 | 11,1 |
| 2021–2022 | Purdue Boilermakers | 36 | 34 | 31,4 | .460 | .358 | .744 | 4,9  | 3,1  | 0,9 | 0,6 | 17,3 |
| Karrier   | Karrier             | 59 | 46 | 28,6 | .440 | .322 | .739 | 4,3  | 2,6  | 0,8 | 0,6 | 14,9 |

### NBA
| Év        | Csapat          | JM  | KM  | JP/M | MG%  | 3P%  | BD%  | LP/M | GP/M | L/M | B/M | P/M  |
| --------- | --------------- | --- | --- | ---- | ---- | ---- | ---- | ---- | ---- | --- | --- | ---- |
| 2022–2023 | Detroit Pistons | 74  | 73  | 31,1 | .416 | .343 | .747 | 3,9  | 5,2  | 0,8 | 0,2 | 16,3 |
| 2023–2024 | Detroit Pistons | 77  | 61  | 28,8 | .429 | .336 | .749 | 3,4  | 3,8  | 0,7 | 0,5 | 15,4 |
| 2024–2025 | Detroit Pistons | 30  | 30  | 29,9 | .460 | .409 | .733 | 4,1  | 4,0  | 0,9 | 0,4 | 17,6 |
| Karrier   | Karrier         | 181 | 164 | 29,9 | .429 | .352 | .746 | 3,7  | 4,4  | 0,8 | 0,4 | 16,1 |

## Magánélete
Ivey sportoló családból származik. Anyja, Niele Ivey, a Notre Dame Egyetem női kosárlabdacsapatának edzője. Öt szezont játszott a WNBA-ben és egyetemi éveiben beválasztották az All-American csapatba. Jaden apja, Javin Hunter a Baltimore Ravens és a San Francisco 49ers játékosa volt az NFL-ben. Nagyapja, James Hunter szintén játszott az NFL-ben, a Detroit Lions cornerbackjeként. Egy testvére van, Jordan Hunter.
Ivey keresztény.
2023. február 27-én született meg első gyermeke.